# Rebel (serie de televisión de 2021)
Rebel es una  serie de televisión estadounidense de drama basada en la vida de Erin Brockovich, creada por Krista Vernoff, que se estrenó en ABC el 8 de abril de 2021.
Está protagonizada por Katey Sagal como el personaje titular, junto con un reparto coral. El 15 de julio de 2021, la serie fue cancelada después de una temporada.

## Reparto

### Reparto principal
- Katey Sagal como Annie «Rebel» Bello
- John Corbett como Grady Bello
- Lex Scott Davis como Cassidy
- Tamala Jones como Lana
- James Lesure como Benji
- Kevin Zegers como Nate
- Sam Palladio como Luke
- Ariela Barer como Ziggie
- Andy Garcia como Julian Cruz

### Reparto recurrente
- Matthew Glave como Woodrow Flynn
- Jalen Thomas Brooks como Sean
- Adam Arkin como Mark Duncan
- Dan Bucatinsky como Jason Erickson
- Abigail Spencer como Misha

### Estrellas invitadas especiales
- Mary McDonnell como Helen

## Episodios
| N.º | Título                         | Dirigido por        | Escrito por                                       | Fecha de emisión original | Audiencia (millones) |
| --- | ------------------------------ | ------------------- | ------------------------------------------------- | ------------------------- | -------------------- |
| 1   | «Pilot»                        | Marc Webb           | Krista Vernoff                                    | 8 de abril de 2021        | 3.65                 |
| 2   | «Patient X»                    | Adam Arkin          | Krista Vernoff                                    | 15 de abril de 2021       | 3.57                 |
| 3   | «Superhero»                    | Wendey Stanzler     | Jamie Denbo                                       | 22 de abril de 2021       | 3.14                 |
| 4   | «The Right Thing»              | Adam Arkin          | Henry Robles                                      | 6 de mayo de 2021         | 3.31                 |
| 5   | «Heart Burned»                 | Allison Liddi-Brown | Evangeline Ordaz                                  | 13 de mayo de 2021        | 2.52                 |
| 6   | «Just Because You're Paranoid» | Yangzom Brauen      | Guion de: Rob Giles Historia de: Meghann Plunkett | 20 de mayo de 2021        | 2.97                 |
| 7   | «Race»                         | Jesse Williams      | Staci Okunola                                     | 27 de mayo de 2021        | 2.85                 |
| 8   | «It's All About the Chemistry» | Yangzom Brauen      | Joan Rater & Tony Phelan                          | 3 de junio de 2021        | 2.82                 |
| 9   | «Trial Day»                    | Adam Arkin          | Krista Vernoff                                    | 10 de junio de 2021       | 2.82                 |
| 10  | «36 Hours»                     | Paris Barclay       | Krista Vernoff                                    | 10 de junio de 2021       | 2.83                 |

## Producción

### Desarrollo
El 31 de octubre de 2019, ABC anunció que estarían desarrollando un episodio piloto para la serie. El 23 de enero de 2020, se ordenó la producción del piloto de la serie. El 16 de septiembre de 2020, ABC ordenó la producción de la serie. El piloto está escrito por Krista Vernoff y dirigido por Tara Nicole Weyr. La serie está creada por Vernoff, que también es productora ejecutiva junto a Erin Brockovich, John Davis, John Fox, Andrew Stearn y Alexandre Schmitt. Las compañías de producción involucradas en la serie incluyen Davis Entertainment, ABC Signature y Sony Pictures Television. El 25 de enero de 2021, se anunció que Marc Webb y Adam Arkin fueron añadidos como productores ejecutivos. La serie se estrenará el 8 de abril de 2021.

### Casting
Junto con el anuncio de la producción del piloto, se anunció que Katey Sagal se había unido al elenco principal de la serie. En febrero de 2020, se anunció que John Corbett, James Lesure, Tamala Jones y Ariela Barer se habían unido al elenco principal de la serie. En marzo de 2020, se anunció que Andy García y Lex Scott Davis se habían unido al elenco principal de la serie. El 20 de septiembre de 2020, se anunció que Kevin Zegers y Sam Palladio se habían unido al elenco principal de la serie. El 25 de enero de 2021, se anunció que Dan Bucatinsky se había unido al elenco recurrente de la serie. El 9 de febrero de 2021, se anunció que Mary McDonnell, Adam Arkin, Matthew Glave y Jalen Thomas Brooks se habían unido al elenco recurrente de la serie. El 25 de febrero de 2021, se anunció que Abigail Spencer se había unido al elenco recurrente de la serie.

### Rodaje
El rodaje de la serie comenzó el 2 de diciembre de 2020 en Los Ángeles, California.